# Israel
För andra betydelser, se Israel (olika betydelser).
Israel (hebreiska: יִשְׂרָאֵל, Yisra'el; arabiska: إِسْرَائِيل, Isrā'īl), formellt Staten Israel, är en stat i Mellanöstern i Asien. Den har landgräns med Libanon i norr, Syrien i nordöst, Jordanien och Västbanken i öst och Egypten och Gazaremsan i sydväst. Landet har kuster mot Medelhavet och Röda havet. Israels omstridda huvudstad och historiska centrum är Jerusalem, medan landets viktigaste ekonomiska och teknologiska centrum är Tel Aviv där flertalet länder har sina ambassader.
Israel utropades den 14 maj 1948 som en judisk stat efter en uppdelning av Palestinamandatet i enlighet med FN-församlingens rekommendation i november 1947. Israels existens accepterades inte av de arabiska ledarna och 1948 års arabisk-israeliska krig bröt ut, vilket slutade med att Israel etablerades i hela det gamla mandatet utom Västbanken och Gazaremsan. 1967 utbröt Sexdagarskriget, efter vilket Israel ockuperade delar av kringliggande områden Sedan dess har Israel lämnat Sinaihalvön och Gazaremsan men annekterat Östra Jerusalem och Golanhöjderna. Gazaremsan står under egyptisk-israelisk blockad och Västbanken står under delvis palestinskt självstyre med fortsatt israelisk ockupation i samband med den pågående Israel–Palestina-konflikten.
Israel är en judisk och demokratisk stat med parlamentarism och allmän rösträtt. Premiärministern fungerar som regeringschef och Knesset utgör Israels lagstiftande organ. Landets grundlagar kan endast ändras vid olika former av kvalificerad majoritet.I landet bor även många andra etniska grupper, inklusive en stor mängd arabiska israeler, liksom många religiösa minoritetsgrupper, inklusive muslimer, kristna, druser, samaritaner, bahá'íer och andra. Dessutom bor palestinska medborgare inom Israels gränser eller pendlar för att arbeta i Israel, främst från Västbanken.
Med en befolkning på runt 10 miljoner, av vilka de flesta är judar, är Israel världens enda judiska nationalstat. Israel har varit medlem i OECD sedan 2010, och är enligt UNDP rankat som det mest utvecklade landet i Mellanöstern och som det tredje mest utvecklade i Asien. Landet är rankat 26:e i världen med avseende på inhemsk BNP (Real GDP) och 15:e med avseende på BNP per capita. Det är rankat 4:a i FN:s lyckoindex efter Island. Israel rankas högst i Mellanöstern med avseende på genomsnittlig förmögenhet per vuxen, ekonomisk konkurrenskraft och innovation. Magasinet “Global Finance “ placerar landet på en 6:e-plats i sin ranking av "Most Technologically Advanced Countries In The World 2023". Israel är också ett av de rikaste länderna i Asien enligt BNP per capita. Utbildningssystemet rankas som det 12:e bästa i världen, och landet har den högsta levnadsstandarden i Mellanöstern.

## Namnet
Israeliter var namn på ett folk som bebodde Kanaan och som omnämns både på Merneptahstelen och i Bibeln. Namnet har tolkats som att det kommer av ett ord för Gud, "el", och verbet "isra". Verbet kan betyda "kämpa" och det skulle då vara "kämpar mot Gud" eller "Gud kämpar för Jakob". Det har också tolkats betyda "rättvis" och i King James Bible uppges det betyda "as a prince hast thou power", ungefär "du har makt som en prins".
Efter att judarna drivits ut ur Jerusalem av romarna användes i den judiska diasporan Eretz Israel, ungefär Storisrael, även översatt till Israels land, om området de lämnat, tillsammans med namn som Juda rike och Det heliga landet. Efter första världskriget kom området under brittiskt styre med namnet Brittiska Palestinamandatet och dess officiella namn på hebreiska var Eretz Israel vilket fanns på mynt, frimärken och officiella dokument tillsammans med de arabiska och engelska orden för Palestina.
Några dagar innan Brittiska Palestinamandatet upphörde, 14 maj 1948, träffades tio ledare för det judiska civilsamhället i Palestina för att besluta vilket namn den stat de skulle utropa skulle få. Först ville de kalla staten Judeen, men eftersom endast en liten del av det gamla riket ingick i delningsplanen övergavs det namnet. Andra namn som föreslogs var Sion och Sabra, men när någon föreslog Israel röstades det förslaget fram med siffrorna 7–3. Det påstods vara Judiska myndigheten i Palestinas ordförande, och sedermera Israels första premiärminister, David Ben Gurion, som föreslog namnet, men en av de närvarande var Moshe Sharett och han hade kallat den framtida judiska staten Israel i sina tal i ett par års tid. Under samma tid använde David Ben Gurion namnet "Medinat HaYehudim", ungefär "Judarnas stat". Redan 1896 föreslog sionisten Isaac Pernhoff att en framtida stat skulle heta "Medinat Yisrael", alltså Staten Israel, som svar på sionismens grundares, Theodor Herzls, förslag "Altneuland", ungefär "Gammalnyland", men det är inte troligt att någon av de tio läst den passagen i hans artikel. Eftersom namnet bestämdes så sent hann inte den nybildade statens namn anges på valutan och den kallades därför under en tid fortsatt Palestinska pund.
När David Ben Gurion läste upp självständighetsförklaringen den 14 maj 1948 stadfästes namnet med orden (översatt från engelska): 
| ”                   | ...härmed förklaras en judisk stat grundad i Eretz-Israel, som ska heta Staten Israel. | „ |
| – David Ben Gurion, |                                                                                        |   |

## Historia

### Förhistoria

Kungariket Israel, runt 1020 f.Kr.

Områdets historia är nära kopplad till Judendomens historia. De israelitiska stammarna skall enligt Torah ha bosatt sig i Kanaan omkring 2000 f.Kr. Israelerna omnämns även på Merneptahstelen uppsatt cirka 1200 år f.Kr.
Under 400 år till ca 1400 f.Kr. styrdes Jerusalem av Egypten, därefter återerövrade Abrahams ättlingar landet, som ledda av Mose utvandrat från Egypten där de levt i flera hundra år. Omkring 1000 f.Kr. erövrades nya områden under kung David, som gjorde Jerusalem till huvudstad i kungariket. Davids son Salomo etablerade staden som religiöst centrum genom byggandet av templet. Efter Salomos död splittrades riket i en nordlig del (Israel) med Samaria som huvudstad och en sydlig del (Juda) med Jerusalem som huvudstad. Det norra riket gick under vid ett assyriskt anfall år 722 f.Kr. Omkring år 586 f.Kr erövrade babylonierna Juda rike och rev det första templet. Cirka 70 år senare blev judakungens sonson Serubbabel ståthållare i Israels land och lät bygga upp det andra templet. Cirka 410 sammanfördes Judeen politiskt med Syrien som då löd under Persien medan det lokala styret låg i översteprästens händer. Alexander den store erövrade Jerusalem år 332 f.Kr, och även under andra tider fram till romarnas erövring styrdes området av ockuperande makter.
Före år 1 hade romarna ockuperat landet och tillsatte lokala lydkonungar, men folket, som då av andra brukade kallas judar efter Judeen, eller israeliter oavsett stamtillhörighet, gjorde ett flertal uppror, bland annat Judiska kriget då romarna rev det nya templet. 135 e.Kr. nedkämpades den judiska befolkningen brutalt efter den så kallade bar-Kochbarevolten och majoriteten deporterades till andra delar av imperiet. Kejsar Hadrianus bytte namn på hela området inklusive Ioudeia till "Syria Palæstina".
År 636 erövrades landet av araberna i den islamiska expansionen och judar och kristna i landet fick status som dhimmi. De arabiska erövrarna fortsatte att använda namnet filastin som motsvarighet till det tidigare namnet. Till dess hade många avkomlingar till araméer och arameiskspråkiga bott där, och även grekiska och latin hade varit lingua franca, och dagens syrianer hävdar direkt koppling till det heliga landet och språket där under första århundradet. Under medeltiden växlade styret mellan korsfarare och muslimer. År 1577 införlivades det med Osmanska riket. Majoriteten av judarna förblev i diasporan. Efter Osmanska rikets sammanbrott i första världskriget överlämnade Nationernas förbund Palestina till Storbritannien.

### Strävan efter en självständig judisk stat i provinsen Palestina

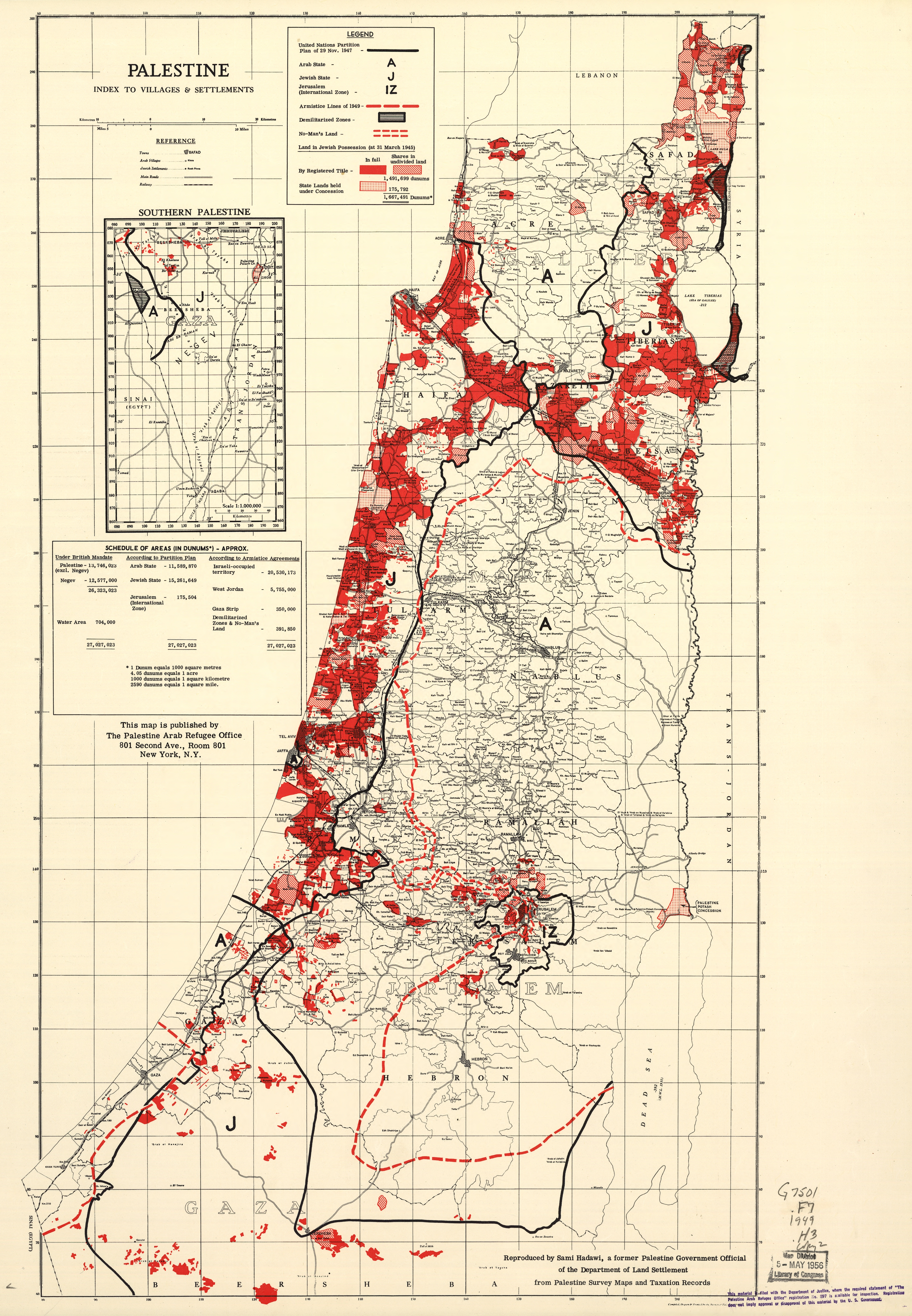
Kartan visar mark som ägdes av judar 31 mars 1945. Marken utgjorde 6 procent av den totala landarealen.

Allt sedan 300-talet har det funnits en judisk minoritet boende i den forna judiska huvudstaden genom historien, tidvis i majoritet. Samtidigt fanns bofasta och nomadiska folk med andra språk, efter islamiseringen typiskt arabiska, vilket även de kristna och judarna kom att använda. 
Små immigrationsvågor hade skett kontinuerligt under århundraden och både spanska (sefardiska) och östeuropeiska (ashkenaziska) chassider slog sig ner i landet. Redan på 1850-talet kunde en av Karl Marx utsänd reporter konstatera att judarna utgjorde majoriteten av Jerusalems befolkning. I hela Palestina var judarna dock i minoritet, 1871/1872 utgjorde de 4 procent av områdets befolkning. Man började nu diskutera judisk bosättning där bland europeiska judar. Franska judar grundade en jordbruksskola för ändamålet på 1870-talet och 1882 migrerade en grupp ryska judar dit och antalet judar ökade till 24 000. 1896 publicerade den ungerske juden Theodor Herzl boken Judestaten och året efter organiserade han den första sionistiska kongressen i Basel i Schweiz. Rörelsens mål var ett judiskt nationalhem i Palestina. Genom ekonomiska bidrag från världens judar började judar utvandra från främst Europa till Palestina. Ett tusental jemenitiska judar migrerade även till området. Under den första alijan 1881–1904 kom 30 000 judar till Palestina, under den andra alijan 1904–1914 kom ytterligare 40 000 judar.
Under denna tid började också det arabisk-palestinska motståndet mot den sionistiska rörelsen att ta form, pådrivet av en rädsla att bli utdriven från eller marginaliserad i området.
Efter det osmanska rikets fall kom immigrationen igång än mera och en befolkningsexplosion skedde under brittiskt mandat. Araber som hade kämpat med britterna mot turkarna i första världskriget hoppades få ett självständigt land i området och började strömma in.  
Vid folkräkningen 1922 fanns 83 907 judar i Palestina, motsvarande 12,9 procent av befolkningen. Under 1920-talet ökade årligen antalet judar med 9 800 och araber med 12 700, samtidigt som antalet beduiner var konstant. I augusti 1929 utbröt gatubråk mellan judar och araber där 133 judar och 87 araber dödades. Under 1930-talet flydde allt fler judar från Europa och den ökade invandringen, 350 000 judar mellan 1930 och 1939, ökade spänningen mellan judar och araber. 1945 hade befolkningen vuxit till 608 230 judar, 1 076 780 muslimer, 145 060 kristna och 15 490 övriga.

### Israels bildande

FN delningsplan 1947.

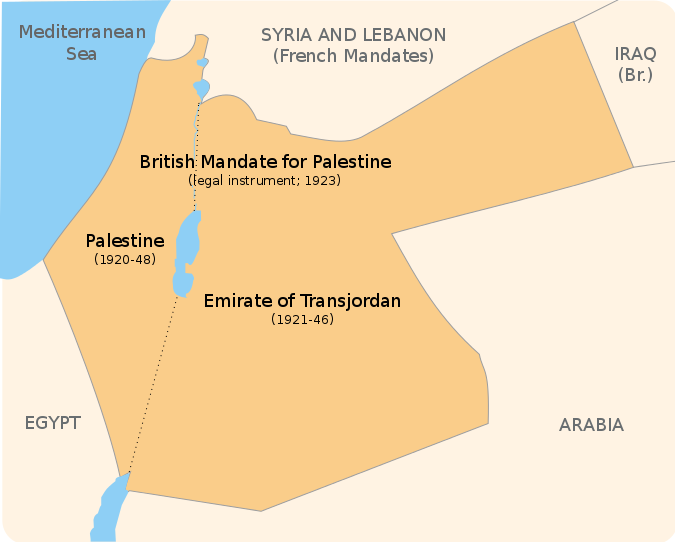
Brittiska Palestinamandatet 1920–1948.

År 1917 utfärdade Storbritannien Balfourdeklarationen om att ge det judiska folket ett hemland i det land som de blev fördrivna från 135 e.Kr. Men britterna lovade också araberna att Palestina skulle bli en självständig arabisk stat efter första världskriget. Efter kriget blev istället Palestina ett brittiskt mandatområde under Nationernas förbund. 
Inför Palestinamandatets upphörande år 1948 beslöt Förenta nationerna 1947 genom en resolution att dela området väster om floden i en judisk och en arabisk stat, medan staden Jerusalem skulle vara ett speciellt internationellt område under Förenta nationernas administration. I resolutionen ingick även en detaljerad delningsplan.
Omgivande muslimska stater motsatte sig helt bildandet av en judisk stat i området.
Den 14 maj 1948, dagen innan det Brittiska mandatet gick ut, deklarerade sig den nya staten Israel självständig och suverän. I den israeliska självständighetsförklaringen hänvisas till generalförsamlingens resolution, att Israel var beredda att följa denna och att staten skulle ligga i Eretz Israel, ett område omtalat i hebreiska bibeln. Omedelbart efter staten Israels utropande erkändes den nya staten av andra världskrigets segermakter USA, Sovjetunionen, Frankrike och Storbritannien.
Dagen efter anföll en multinationell styrka bestående av trupper från Jordanien, Egypten, Libanon, Irak och Syrien den nya staten Israel. Israelerna gick segrande ur de följande striderna och hävdade därmed sitt oberoende. Israel utökade sitt område med 40 procent i förhållande till FN:s delningsplan genom att ockupera arabiska städer som Lod, Ramla och Beersheba och arabiska områden i Galiléen. Fördrivningen och flykten från de områden Israel kontrollerade, då omkring 700 000 araber skingrades av kriget, kallas av palestinierna al- Nakba, Katastrofen.
Jordanien ockuperade Västbanken och Egypten Gazaremsan. 1949 ingicks vapenstillestånd mellan Israel och Egypten, Jordanien, Libanon och Syrien. Samtidigt vägrade omgivande stater att över huvud taget erkänna landets existens och införde en långtgående blockad.

### Tiden 1949–1967
Mellan 60 och 70 procent av palestinierna i landet flyttade eller tvingades fly från sina hem. FN:s förlikningskommission uppger siffran 726 000 personer. Samtidigt genomfördes också en mer eller mindre påtvingad judisk exodus från arabiska och andra muslimska länder (cirka 1 000 000 judar), som till stor del innebar inflyttning till den nya staten.
Under de första fyra åren kom 700 000 judar till Israel. Regeringen tvingades införa ransoneringar och många judar lämnade Israel men desto fler kom. Invandringen kom både från Europa och från Mellanöstern. Nyodlingar i öknen, industrialisering och ambitiösa infrastrukturprojekt präglade Israels tidiga år. Samtidigt var Israel ett belägrat samhälle. De araber som var kvar i landet behandlades olika beroende på deras förhållande till staten. Druserna ingick en blodspakt med Israel och beduinerna i Galileen likaså. Däremot levde större delen av de muslimska byarna under militärt styre fram till 60-talet.
Israel gjordes till en entydigt judisk stat framför allt genom två lagar: Lagen om återvändande från 1950 som proklamerade att alla världens judar ges rätt att invandra till Israel samt lagen om de frånvarandes egendomar som konfiskerade all mark och annan egendom som tillhört de drygt 700 000 araber som under kriget 1948 hade flytt eller fördrivits (nakban) från det Palestina som blev israeliskt territorium.
Under 1956 ökade gränskränkningarna mellan Egypten och Israel. Egypten blockerade Aqabaviken och stängde Suezkanalen för israeliska fartyg. Suezkanalen nationaliserades vilket fick Frankrike och Storbritannien att ingå en överenskommelse med Israel att erövra kanalområdet militärt. I oktober 1956 anföll Israel Egypten och ockuperade Sinaihalvön fram till kanalen. Därefter ingrep franska och brittiska styrkor under förevändningen att återställa ordningen. Suezkriget ogillades dock av USA som tvingade de tre länderna att dra tillbaka sina styrkor. Gränsområdet mellan Egypten och Israel bevakades därefter av FN-trupp, United Nations Emergency Force (UNEF).
Arabstaterna fortsatte att angripa Israel under 1960-talet, då Sovjetunionen och dess allierade levererade vapen till Egypten och Jordanien, medan Storbritannien, Frankrike och USA gjorde det samma till Israel. I en överraskningsmanöver i maj 1967 blockerade Egypten under Nasser Tiranasundet och förflyttade trupper till Sinai. Under ledning av general Moshe Dayan anföll Israel den 5 juni egyptiska styrkor i Sinai. I samband med Israels anfall mot egyptiska styrkor anföll jordanska styrkor Israel från östra Jerusalem trots att länderna hade ingått ett icke-angreppsavtal. Samtidigt anfölls Israel av Syrien och Irak från norr. Israel besegrade de arabiska arméerna på sex dagar. Sexdagarskriget fick till följd att ytterligare ett stort antal palestinier flydde samt att Jordanien förlorade kontrollen över Västbanken och Egypten förlorade Gazaremsan samt Sinaihalvön. Kriget benämns från Israels sida som Sexdagarskriget, och från palestinsk sida som Junikriget.

### Israel–Palestinakonflikten, 1967–
Israel har sedan sexdagarskriget 1967 ockuperat Västbanken och Gazaremsan samt annekterat Golanhöjderna och Östra Jerusalem. Gazaremsan utrymdes 2007, men Israel upprätthåller en blockad som hindrar fri rörlighet och Europeiska unionen liksom Förenta nationerna och andra betraktar Gazaremsan fortfarande som delvis av Israel ockuperat område. Israel anser sig behöva kontrollera införseln av varor för att begränsa vapentillgången och de paramilitära attackerna från Gaza. Israel och Egypten försöker hindra insmuggling av vapen via tunnlar från Egypten, vilket årligen leder till tiotals döda då tunnlarna raseras eller rämnar.
Det första palestinska upproret (intifadan) mot den israeliska ockupationen utbröt 1987. Detta ledde fram till Osloavtalet 1993, då Palestinska befrielseorganisationen efter förhandlingar accepterade en tvåstatslösning utifrån 1967 års gränser samt ålades att etablera en Palestinsk myndighet i Gazaremsan och på Västbanken. Israel å sin sida erkände genom Osloavtalet PLO, dock inte Palestina.
Det andra palestinska upproret, även kallat Al-Aqsa-intifadan, inleddes 2000 efter den israeliske oppositionsledaren Ariel Sharons besök på tempelberget där Al-Aqsa-moskén och Klippdomen ligger (heliga platser för judar och muslimer) den 28 september. Enligt arabiska påståenden betraktades Sharons besök som en provokation, eftersom han hade med sig ett tusental beväpnade poliser in på det heliga området. Dessa påståenden har dock tillbakavisats av ett flertal arabiska källor, som sagt att den så kallade Al-Aqsa-intifadan var planerad långt före Sharons besök på Tempelberget.
Efter fredagsbönen dagen efter besöket blev det upplopp på gatorna i Gamla Jerusalem, där minst fem människor dödades av israeliska säkerhetsstyrkor. 200 människor skadades då palestinier kastade stenar på bedjande judar och turister vid Västra muren (Klagomuren). 70 polismän skadades också i denna sammandrabbning.
Sedan intifadan startade dödades under perioden den 29 september 2000 till den 26 december 2008 enligt B'tselem 4 907 palestinier  av israeler, medan 1 062 israeler dödades av palestinier.
Den 28 juni 2006 inledde Israel en offensiv i Gazaremsan kallad Operation Sommarregn.
Den 27 december 2008 inledde Israel Operation Gjutet bly mot Gazaremsan. Anfallet inleddes med luftangrepp och fortsattes med marktrupper. Enligt Israels regering var orsaken till militäroffensiven att israeliska städer och byar beskjutits med ca 10 000 Qassam-raketer under de senaste åtta åren. En FN-rapport (Goldstonerapporten) anklagade Israel för att ha begått krigsbrott. Anfallet ansågs vara riktat mot Gazas befolkning som helhet och ingå i en politik som gick ut på att straffa Gazas invånare. Richard Goldstone tog sedermera avstånd från rapporten då fakta kunde studeras närmare och då Hamas bland annat medgivit att de lämnat felaktiga uppgifter.
I slutet av juni 2014 mördades tre israeliska bosättarungdomar. Israel svarade med en storskalig operation på Västbanken, varvid man fängslade mer än 500 palestinier och dödade minst 10 palestinier. Hamas i Gaza ökade raketbeskjutningen in i Israel och Israel inledde en luftoffensiv den 8 juli 2014 mot Gazaremsan. En markinvasion följde. Under tiden 8 juli till början av september 2014 dödades 2 016 Gazabor, varav 541 barn och 250 kvinnor. Mer än 10 000 människor skadades. Enligt FN tvingades 425 000 palestinier lämna sina hem på grund av kriget. På den israeliska sidan dödades 3 civila och 64 soldater. Flera sjukhus i Gaza förstördes.

### Konflikter och krig med grannländer, 1973–2006
År 1973 genomförde Egypten och Syrien ett överraskningsanfall, kallat Oktoberkriget eller Yom Kippurkriget, mot Israel i syfte att återerövra Sinai och Golanhöjderna under landets största högtidsdag, Yom Kippur. De angripande styrkorna var till en början framgångsrika, men stoppades slutligen. Innan kriget avslutades lyckades det israeliska försvaret, under ledning av Ariel Sharon, gå över Suezkanalen på väg mot Kairo, när de tvingades göra halt efter amerikanska påtryckningar. I norr återtog israelerna efter mycket hårda strider det två mil breda Golankrönet och fortsatte därefter i riktning mot Damaskus. Kriget, vilket kom att kallas oktoberkriget eller Yom kippurkriget, var en viktig länk i den händelsekedja som orsakade oljekrisen 1973 där muslimska oljeländer utövade påtryckningar genom att strypa oljeleveranserna.
År 1978 kapade PLO en israelisk buss nära Tel Aviv och dödade 38 och skadade 71 av flera nationaliteter i ett försök att ta internationella turister och ambassadörer som gisslan för att tvinga frisläppande av fängslade palestinier, i samband med fredsförhandlingarna mellan Israel och Egypten. PLO var stationerade i Libanon efter nederlaget mot Jordanien 1971, och gick över gränsen för operationer i Israel.
Tre dagar senare inledde Israel en offensiv. Efter flera sammandrabbningar mellan israelisk militär och palestinsk gerilla som drog sig allt mera norrut i Libanon ockuperade Israel i mars 1978 området upp till Litanifloden, med undantag av staden Tyros. Israel hjälpte även den Sydlibanesiska armén (SLA) i kampen mot PLO och Hizbollah i deras interna konflikt. Efter att FN antog resolution 425, som krävde ett israeliskt tillbakadragande från Libanon, lämnade Israel området och överlämnade positionerna till SLA.
År 1982 invaderade Israel åter Libanon, med hänvisning till att man ville få ett slut på raketanfallen som Israel utsattes för av militanta palestinska grupper och på det pågående inbördeskriget i Libanon. Israel hade förhoppningen att få slut på gerillaverksamheten genom att hjälpa ena parten i kriget och skriva fredsavtal med dem, ledda av Bachir Gemayel, som blivit vald till president. Denne blev emellertid mördad i ett riktat bombdåd av en syrisk socialnationalist, men shiiter och palestinier misstänktes. Den libanesiska milisen utförde som hämnd en massaker i Sabra och Shatila vilket skedde med försvarsminister Ariel Sharons godkännande och israeliska militärens logistiska stöd till gärningsmännen. Sharon fälldes senare för detta av den statliga israeliska Kahankommissionen. PLO hade drygt 15 000 man, 80 stridsvagnar och några hundra artilleripjäser och raketramper. Dessutom fanns en rad palestinska vänstergrupper såsom PFLP. Syrien hade 30 000 man, 500 plan och 600 stridsvagnar förutom artilleri. Israel kom med 78 000 man, 600 plan och 1 240 stridsvagnar. Huvudstriderna var mellan Israel och PLO och bägge sidor ville begränsa krigets omfattning, så Syrien använde inte full kraft. Den libanesiska armén höll sig neutral, men libanesiska milisgrupper stred på varsin sida, bland annat vänsterorganisationer och Hizbollah mot andra shiiter, Libanesiska fronten och SLA.
Palestinska befrielseorganisationen fördrevs till Tunisien. 1985 lämnade Israel delar av Libanon men upprätthöll länge en säkerhetszon i den södra delen av Libanon tillsammans med Sydlibanesiska armén, där kristna, druser och shiiter ingick. Israel hävdade att detta var nödvändigt för att skydda norra delen av landet. Först år 2000 drog sig Israel ur södra Libanon. Enligt FN:s dåvarande generalsekreterare Kofi Annan och FN:s säkerhetsråd var Israels tillbakadragande från Libanon komplett och i enlighet med resolution 425 Shebaaområdet, som Israel övertog under Sexdagarskriget, anses av FN tillhöra Syrien, Syrien har å sin sida uttryckt att de libanesiska kraven på området är berättigade.
Relationerna mellan Libanon och Israel har länge varit spända. Israel drog sig tillbaka år 2000 från Libanon med undantag för Shebaagårdarna som tillhör Syrien men Libanon gör anspråk på. Hizbollah hade från södra Libanon attackerat militära mål i Shebaaområdet och norra Israel, och Israels militär hade beskjutit bland annat Hizbollahs ställningar på libanesiskt territorium. Konflikten eskalerade i juli och augusti 2006 till något som närmast liknade fullskaligt krig, kallat Libanonkriget 2006, efter att Hizbollah dödat tre israeliska soldater och tillfångatagit två nära den libanesisk-israeliska gränsen. Israel svarade med flygbombnings- och landangrepp mot Libanon. Israelisk flotta genomförde en kustblockad av landet. Infrastruktur som Beiruts internationella flygplats, dess västra motorvägsförbindelse till Syrien och hundratals bostadshus i främst södra Beirut förstördes, då Israel misstänkte att de var fästen för Hizbollah. Hizbollah attackerade norra delen av Israel med Katjusjaraketer.

#### Fredsavtal
Egypten var först med att erkänna Israels legitimitet och suveränitet, och ingick fredsavtal 1979 varvid Israel återlämnade Sinaihalvön. Egypten avstod från Gazaremsan till förmån för palestinierna och lovade tillåta israelisk sjötrafik i deras farvatten. President Anwar Sadat som förhandlat med Israels premiärminister Menachem Begin blev mördad av en Islamiska Jihad som betraktade avtalet som förräderi. Många arabländer visade missnöje och såg det som ett knivhugg i ryggen, men särskilt arg var Yassir Arafat, som fördömde avtalet. Begin och Sadat delade på Nobels fredspris 1978 för sitt fredsarbete.
Nästa land som slöt fred var Jordanien, som 1994 erkände Israel och att Jordanfloden skulle vara deras västliga gräns. Därmed släppte de anspråken på Västbanken och tillät palestinierna möjlighet till eget styre där. Palestinierna i flyktingläger i kvarvarande Jordanien blev i stort kvar.
Både Jordanien och Egypten har numera omfattande handelsutbyte med Israel och har tecknat frihandelsavtal. Islamister har reagerat på det och försöker få staterna att bryta normaliseringen av relationerna med Israel och hotar även företagare som idkar handel över gränsen. Det finns en spänning mellan regeringen och den palestinska majoriteten (65 procent) i Jordanien som bosatt sig som flyktingar 1948 och 1967. Det blev öppet inbördeskrig 1970–1971 mellan kung Husseins trupper och de militanta palestinierna som ägnade sig åt terrorverksamhet, vilket ledde till tusentals dödsoffer och att PLO flyttade sina baser till Libanon.
Syrien har fram till 2012 inte visat tendens till fredsöverenskommelse och har även behållit trupper i Libanon ända till 2005.

### Hamas attack mot Israel i oktober 2023
Tidigt i gryningen den 7 oktober 2023 inledde palestinska militanta grupper under ledning av Hamas en storskalig terrorattack mot Israel från Gazaremsan. De bröt igenom Gaza-Israel-barriären och angrep närliggande samhällen i Israel. Samtidigt avfyrade Hamas tusentals raketer mot israeliska städer. Över 1100 huvudsakligen civila personer dödades brutalt och hundratals togs som gisslan. Den största massakern skedde på en musikfestival där 364 personer dödades. Attacken var den dödligaste i Israels historia. Israel förklarade krig mot Hamas och inledde massiva flygbombningar och markinvasion av Gazaremsan och sedermera utvidgades kriget till Libanon och Hizbollah. Även andra stater som Iran och Jemen drogs in i kriget. 
Bara i Gaza har tiotusentals palestinier dödats (okt 2024) varav stora delar av Hamas ledning och många av dess soldater. Det civila lidandet är dock stort. Israel har fått internationell kritik för att ha svarat med oproportionellt mycket våld och Hamas har kritiserats för användande av civlia som mänskliga sköldar. Av gisslan tros ett hundratal finnas kvar i livet (okt 2024).

### Israels attack mot Iran i juni 2025
Israel  flygbombade Irans kärnenergianläggningar och missiluppskjutingsplatser 13 juni 2025. Angreppen riktade sig även mot bostäder för högre iranska tjänstemän och  orsakade att högt uppsatta militärer blev dödade.

## Geografi

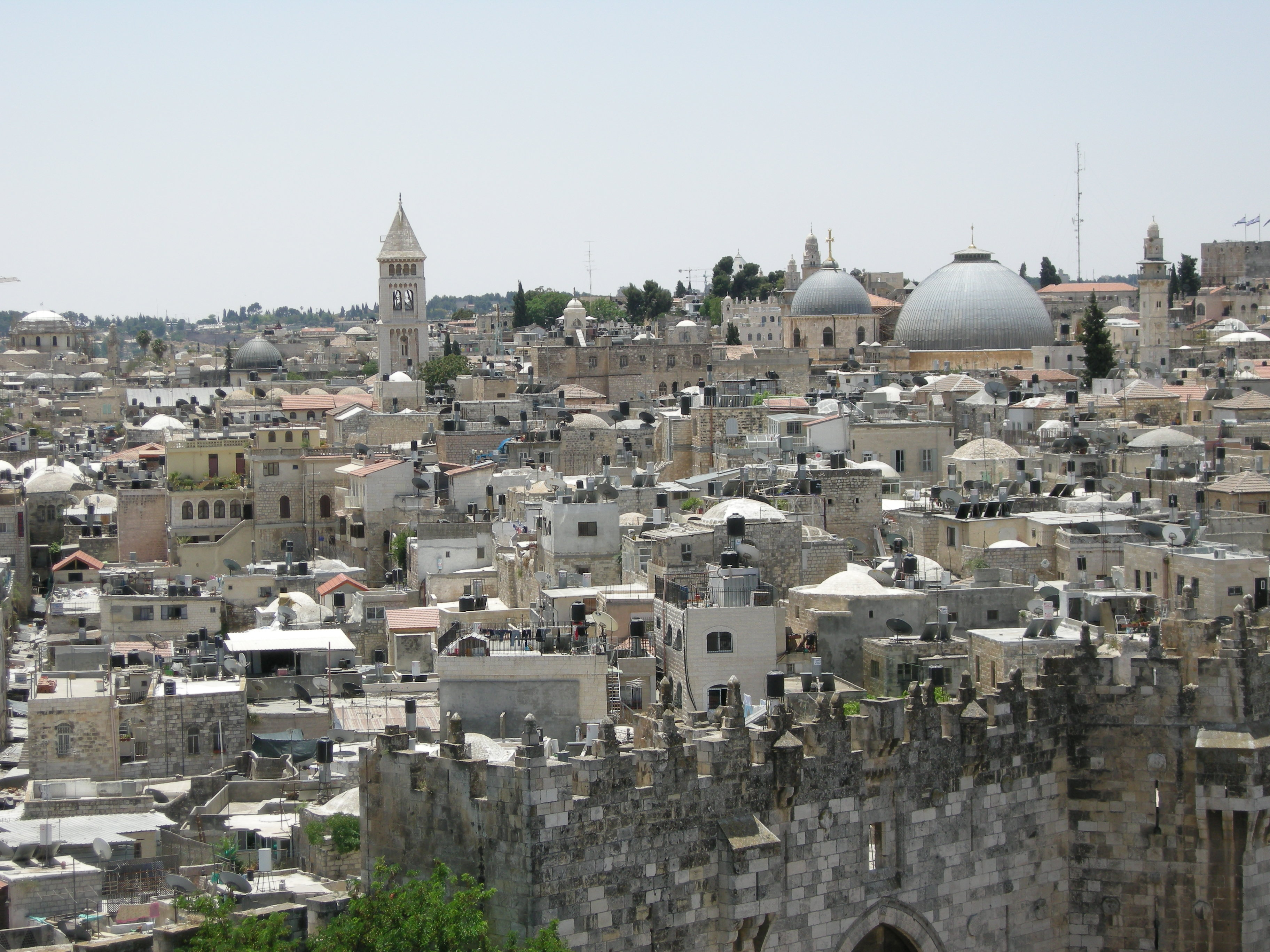
Jerusalem.

Israel gränsar till Libanon i norr, Syrien och Jordanien i öst, och Egypten i sydväst. Landet har en kustlinje mot Medelhavet i väst och mot Aqabaviken i syd. Både Medelhavet och Röda havet har kustnära turistorter.
Under Sexdagarskriget 1967 ockuperade Israel Västbanken som dittills kontrollerats av Jordanien, Golanhöjderna som tillhörde Syrien samt Gazaremsan och Sinai som styrts av Egypten. År 1982 drog Israel tillbaka sina trupper och avfolkade sina bosättningar på Sinaihalvön, efter fredsavtal med Egypten, och 2005 från Gazaremsan. Västbankens och Gazaremsans framtida öde är ännu oklart. Östra Jerusalem och Golanhöjderna har lytt under israelisk lag sedan 1967 respektive 1981, även om de inte formellt annekterats.

### Topografi och hydrografi
Israels yta exklusive de områden som erövrades år 1967 utgör 20 770 kvadratkilometer, varav en procent är vatten. Om man inkluderar Östra Jerusalem och Golanhöjderna uppgår ytan till 22 145 kvadratkilometer.
Topografin inkluderar slättland, ökenområden och bergstrakter. Ett av jordens lägsta landområden finns vid Döda havet, en saltsjö utan utlopp och vars yta är 423 meter  under havsnivån. De två andra betydande vattendragen är Gennesarets sjö och floden Jordan. Bristen på naturligt vatten gör att en stor del av landet har torka om inte konstbevattning görs, vilket gör vattenkällor åtråvärda och har lett till utveckling av artificiell sötvattensframställning. Under senare decennier har stora ökenområden börjat användas som jordbruksmark.

### Klimat
Israel har ett väldigt skiftande klimat, om man jämför kustområdena med bergsområdena, speciellt under vintermånaderna. De nordliga bergen kan bli kalla, våta och ofta snöiga och även Jerusalem upplever snö då och då. Kustområdena, exempelvis städerna Tel Aviv och Haifa, har typiskt medelhavsklimat med kyliga regniga vintrar och varma torra somrar. Klimatet lämpar sig speciellt för odling av citrusfrukter, grönsaker, oliver, avokado och vindruvor, vilka står för en stor export.

### Naturskydd
Israel är det enda land i världen där öknen minskar istället för ökar, till följd av världens främsta återplantering av skog.

## Styre och politik

### Författning och styre
Israel är en parlamentarisk demokrati och alla medborgare över 18 år är röstberättigade. Parlamentet kallas Knesset, har 120 platser och finns i Jerusalem. Regeringen leds av en premiärminister. Presidenten är en opolitisk statschef med ceremoniell funktion. Valsystemet är så proportionellt att småpartier får plats i Knesset, 14 stycken i valet 2009.

### Administrativ indelning

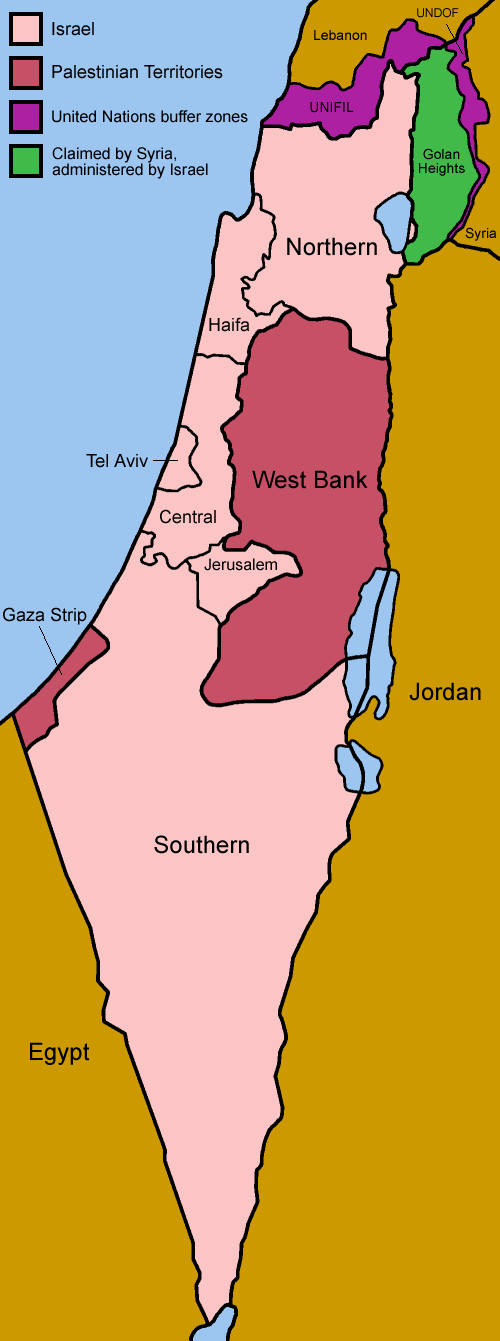
Karta över Israels sex distrikt.

Landet är indelat i sex områden, mehoz: Centrala distriktet, Haifadistriktet, Jerusalemdistriktet, Norra distriktet, Södra distriktet och Tel Aviv-distriktet.

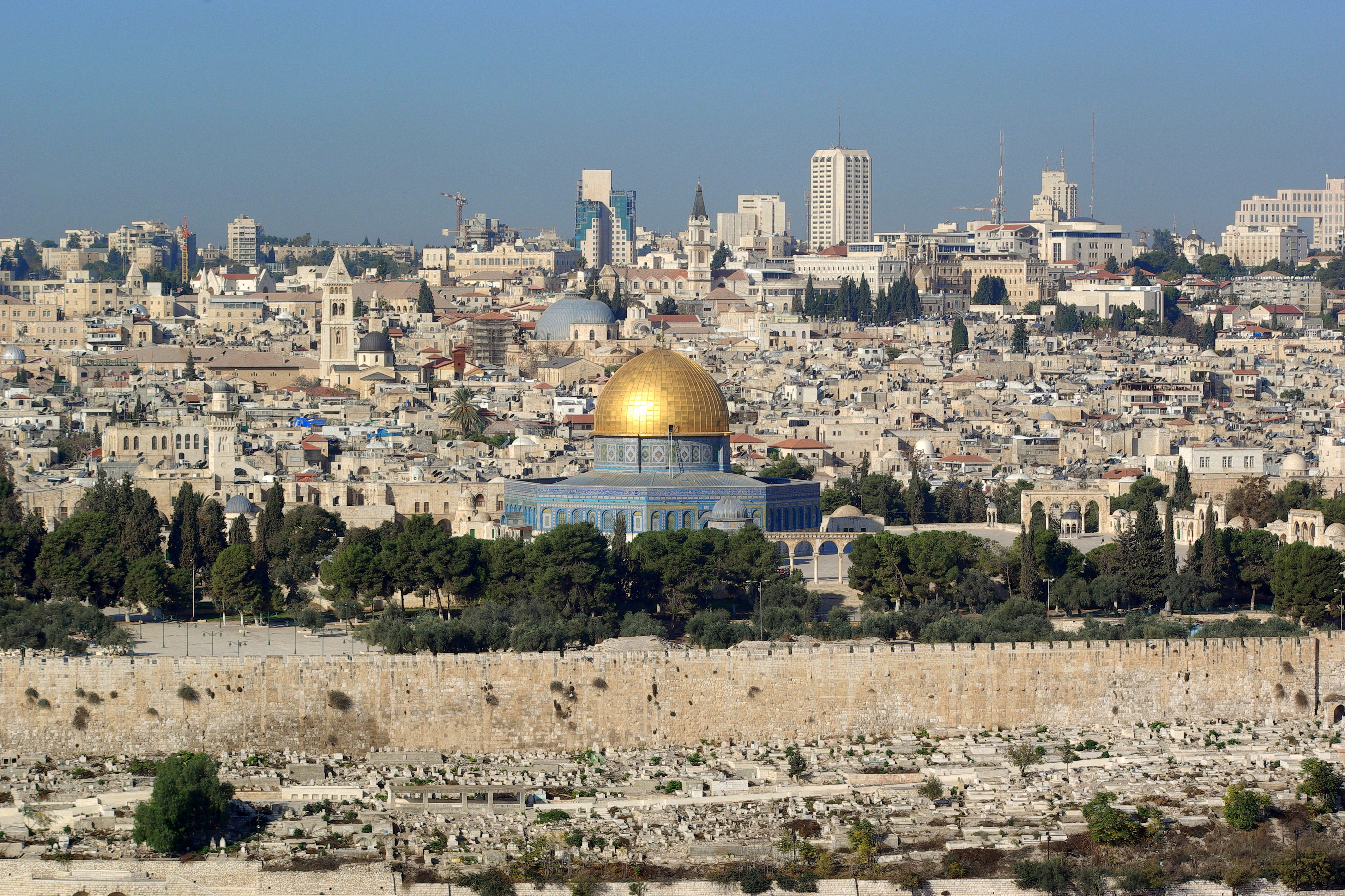
Klippdomen med moderna Jerusalem i bakgrunden.

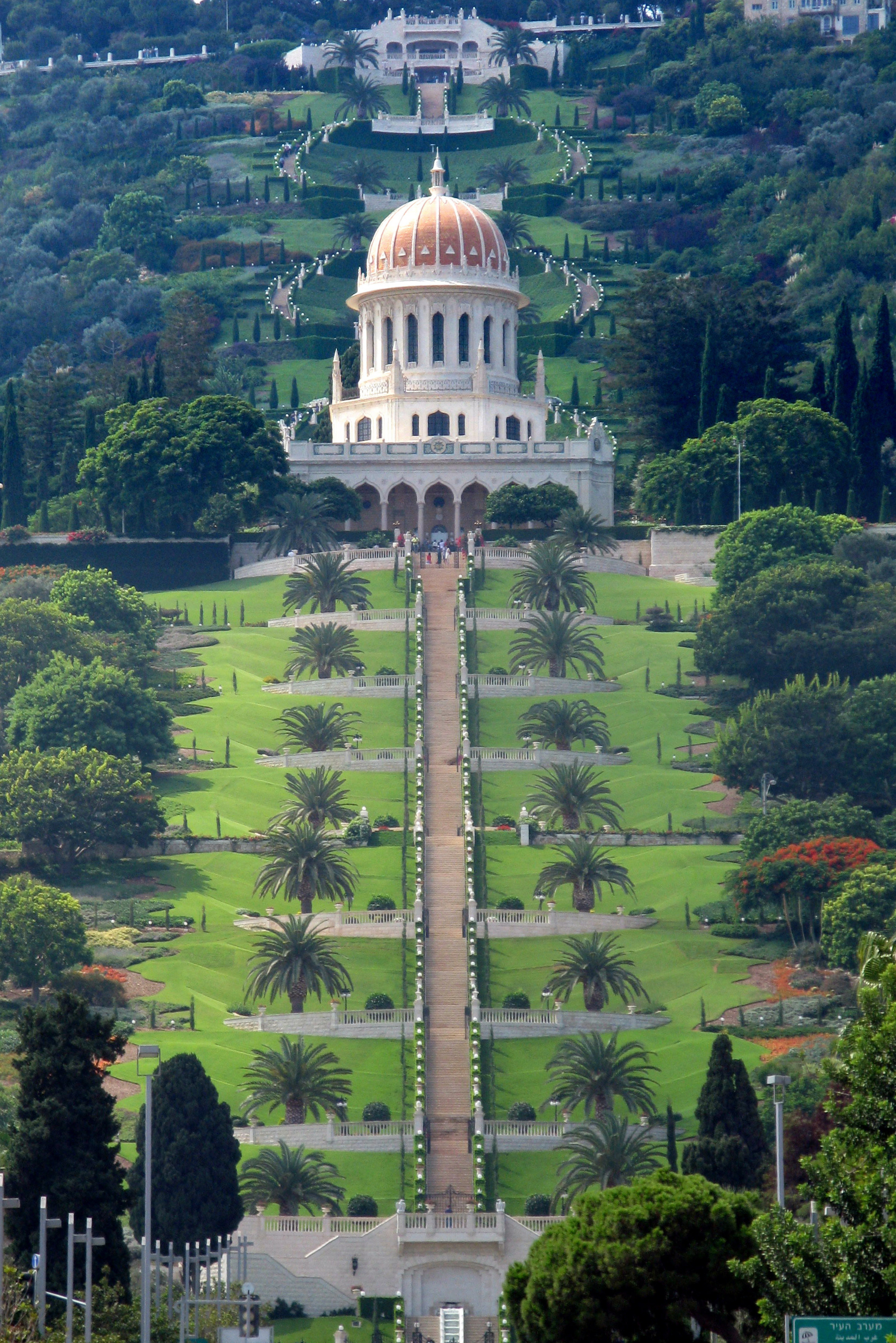
Bábs helgedom i Haifa.

De befolkningsmässigt största kommunerna beräknades den 31 december 2006 enligt nedan:
| Rang | Kommun        | Befolkning | Landyta km² | Folktäthet inv./km² |
| ---- | ------------- | ---------- | ----------- | ------------------- |
| 1    | Jerusalem     | 732 100    | 126         | 5 800               |
| 2    | Tel Aviv      | 384 600    | 50,6        | 7 600               |
| 3    | Haifa         | 267 000    | 63,7        | 4 200               |
| 4    | Rishon LeZion | 222 300    | 59          | 3 768               |
| 5    | Ashdod        | 204 400    | 60          | 3 400               |
| 6    | Be'er Sheva   | 185 800    | 54          | 3 400               |
| 7    | Petah Tikva   | 184 200    | 39          | 4 700               |
| 8    | Netanya       | 173 300    | 28,5        | 6 100               |
| 9    | Holon         | 167 300    | 19,2        | 8 700               |
| 10   | Bnei Brak     | 147 100    | 7           | 21 000              |
| 11   | Bat Yam       | 130 400    | 8           | 16 300              |
| 12   | Ramat Gan     | 129 800    | 12          | 10 800              |
| 13   | Ashkelon      | 107 900    | 55          | 2 000               |
| 14   | Rehovot       | 104 600    | 22          | 4 800               |
| 15   | Herzliya      | 84 200     | 26          | 3 200               |

### Politik
Sedan första Knesset har det funnits arabiska ledamöter, 13 stycken år 2011. Båda könen har samma politiska rättigheter, och Golda Meir blev 1969 en av världens första kvinnliga regeringschefer. Förutom välfärdsfrågor och ekonomi handlar den politiska debatten om den israelisk–palestinska konflikten och hur etniskt isolerad den judiska staten ska vara. En politisk fråga är hur religiöst påverkade lagar och styre ska vara. Ortodoxa judar vill ofta ha mera religiös påverkan och liberala mindre, medan "ultraortodoxa" harediska judar kan se hela statsapparaten som en gudlös avvikelse från det messianskt teokratiska styret enligt Tanach. Andra extrema grupper förespråkar ett Storisrael med gränser enligt bibliska beskrivningar, full tillämpning av halacha, en helt sekulär agenda eller kommunism. Extremisterna Kahane Chai vann mandat i val vilket föranledde högsta domstolen att 1985 förbjuda kandidater som förespråkar rasism, begränsningar i demokratin eller ifrågasätter den judiska statens existens. Vissa arabiska politiker menar att denna lag missgynnar dem också. En rörelse som försöker skapa samförstånd och överbrygga åtskillnad mellan judar, muslimer och kristna araber gör gemensamma verksamheter, exempelvis blandade skolklasser (till exempel Neve Shalom/Wahat al Salam), men ses med misstänksamhet från extremister på båda sidor. Sådana projekt får dock statligt och internationellt stöd.
Det är svårt att få ett starkt majoritetsstyre på grund av den låga tröskeln för ett parti att ta sig in i Knesset. Partierna måste därför kompromissa politiskt. Förutom Knesset finns 2009 även 21 småpartier i kommunala församlingar. Status för staten och förhållandet till palestinierna är inte en tydlig höger–vänsterfråga i Israel. Även arbetarpartiet räknas som "sionistiskt socialistparti". Huvudlinjen i politiken är att skydda landets befolkning och samtidigt hitta en politisk lösning för Västbanken och Gaza under autonomi.
Det politiska livet dominerades länge av det socialdemokratiska Arbetarpartiet "HaAvodah" och det konservativa Likudpartiet. Efter att Arbetarpartiet lämnat koalitionsregeringen med Likud den 20 november 2005 följde stora förändringar av det politiska landskapet i Israel. Det efterföljande nyvalet den 28 mars 2006 innebar en stor framgång för det av Likuds tidigare partiledare Ariel Sharon nybildade mittenpartiet Kadima.
På grund av Sharons ohälsa fick dock Ehud Olmert leda partiet i valrörelsen. Efter valet blev Olmert premiärminister i en koalitionsregering tillsammans med Arbetarpartiet, Shas och Pensionärspartiet.
Från valet i februari 2009 var Likud i regering med Benjamin Netanyahu som premiärminister. Det största partiet i senaste valet (mars 2015) blev Likud med 23,4% vilket gav 30 mandat.
I juni 2021 blev högernationalisten Naftali Bennett Israels nya premiärminister i en spretig koalitionsregering. Han kommer dela posten med mittenpolitikern Yair Lapid, som tar över 2023. Netanyahu kvarstår som ledare för partiet Likud och blir därmed oppositionsledare i Israel.

#### Jerusalem
Israel proklamerade 1950 Jerusalem som huvudstad, likt i det antika judiska riket. Jerusalem är landets de jure huvudstad, största stad och regeringssäte. Den är även den heligaste staden för världens judar och kristna och räknas även som tredje heligaste staden inom islam. Omvärlden, med få undantag, erkänner inte Jerusalem som Israels legitima huvudstad eftersom Israel annekterade Östra Jerusalem 1967, utan har sina beskickningar (ambassader) i Tel Aviv, som var huvudstad under Israels första 8 månader av självständighet. Några stater (exempelvis El Salvador) har haft ambassad i Jerusalem men av de drygt 150 beskickningarna är två tredjedelar i Tel Aviv och Jerusalem är platsen för ländernas konsulat. USA:s kongress beslutade 1990 och 1995 att utifrån faktum erkänna Jerusalem som odelad huvudstad, med rätt att placera ambassaden där det bäst tjänar USA. Erkännandet bekräftades av senaten i juni 2017 och sex månader senare beslutade även president Donald Trump att erkänna Jerusalem som Israels huvudstad och gav direktiv att påbörja ambassadflytten från Tel Aviv till Jerusalem. Beslutet kritiserades av många nationer. Likaledes anges Jerusalem som huvudstad i vissa uppslagsverk. Palestinska myndigheten ser Östra Jerusalem som huvudstaden i en framtida palestinsk stat. Slutgiltig status är oklar och inväntar framtida förhandlingar mellan Israel och Palestinska myndigheten, där Tempelberget i Gamla Jerusalem är den heliga plats som bägge parter speciellt vill kontrollera.

### Internationella relationer
USA visar ett starkt stöd till Israel och dessa två länder har en viktig relation både politiskt och militärt.
Från 1976 till 2004 var Israel den största mottagaren av USA:s stöd i form av pengar och försvar. Idag[när?] består stödet av militärassistans istället för ekonomiskt stöd, som upphörde 2007.[källa behövs] Israels förmåner har inte varit tillgängligt för andra länder. 
År 2013 bistod USA med en budget på 2 943 234 $.

### Försvar
Den israeliska försvarsmaktens uppgift är att försvara Staten Israels existens, suveränitet och territoriella integritet, samt att skydda Israels invånare och bekämpa alla former av motstånd, som hotar det dagliga livet. Fokus är idag[när?] på bekämpning av terrorism. Alla vapenslag har en gemensam generalstab, som leds av befälhavaren, generallöjtnanten, som rapporterar direkt till försvarsministern. Armén sköter säkerhetskontroller vid gränser och flygplatser. Säkerhetstjänsten Mossad hanterar underrättelseverksamhet och har gjort uppmärksammade antiterroristoperationer även i utlandet.[källa behövs] En stor del av Israels budget går till försvaret som man prioriterar väldigt högt. Vissa år har nästan 40 procent av statsbudgeten gått till försvaret.
Israel tillämpar värnplikt för både män och kvinnor. Kvinnor har 22 månaders grundutbildning, men genomför ingen repetitionsutbildning. Män har 36 månaders grundutbildning och är skyldiga att genomföra repetitionsutbildning till 55 års ålder. Värnplikten gäller alla judar (utom ultraortodoxa haredim) och druser, men inte kristna, haredim och muslimer, som har frivillig militärtjänst.[källa behövs]
Under militärt hot från omgivande länder har bland annat USA bistått med militär rådgivning och teknik. Det görs militär utveckling tillsammans med USA, bland annat på laserförsvar. Även Tyskland har skänkt värdefull utrustning, såsom ubåtar. Israel är näst största leverantör av militär utrustning till Kina.[källa behövs]
| General Dynamics F-16 Fighting Falcon, det vanligaste stridsflygplanet inom Israels flygvapen. |  | Israelisk McDonnell Douglas F-15 Eagle. |
| General Dynamics F-16 Fighting Falcon, det vanligaste stridsflygplanet inom Israels flygvapen. |  | Israelisk McDonnell Douglas F-15 Eagle. |

Israel har aldrig officiellt deklarerat att landet har kärnvapen. Enligt tidningsuppgifter har Israel byggt mellan 80 och 200 kärnvapen sedan 1960-talet. Enligt SIPRI:s årsbok 2009 beräknas Israel ha omkring 80 kärnvapen. I en tysk TV-intervju försvarade Israels premiärminister Ehud Olmert i december 2006 att landet innehar kärnvapen: "Iran, openly, explicitly and publicly threatens to wipe Israel off the map. Can you say that this is the same level, when they are aspiring to have nuclear weapons, as America, France, Israel, Russia?".
Shin Beth är Israels säkerhetspolis, Mossad är den civila underrättelsetjänsten, och Aman är den militära underrättelsetjänsten.

## Ekonomi och infrastruktur

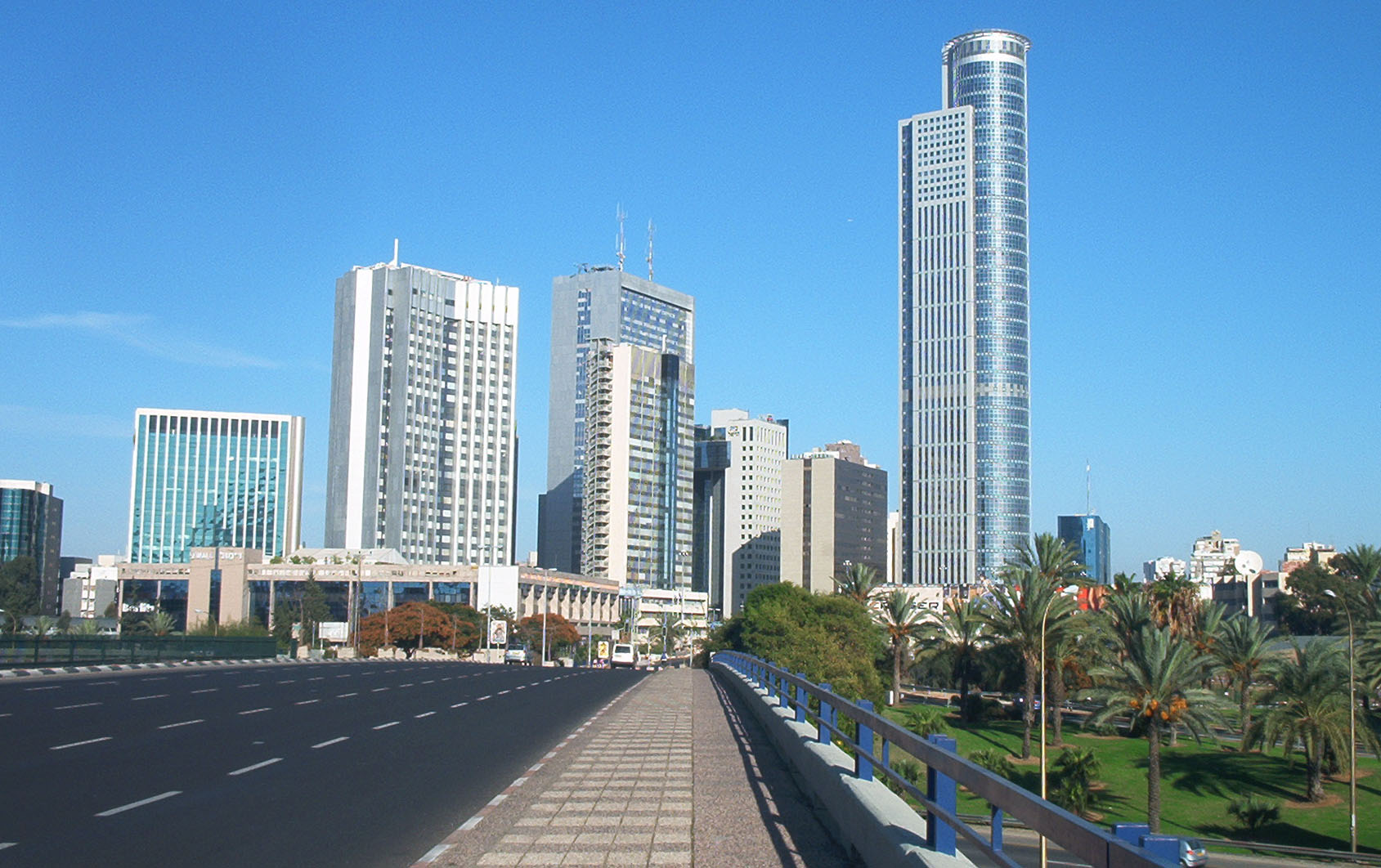
Ramat Gan, hem för en av världens största diamantbörser.

Under det första decenniet efter självständigheten rådde ekonomisk kris då man skulle försörja mängder av egendomslösa flyktingar, men landet räddades till stor del från obestånd genom att Västtyskland betalade skadestånd för Nazitysklands övergrepp på judarna.[källa behövs]
Efter en recession 2001–2002 (med en arbetslöshet runt 10 procent och en svag BNP-ökning) har ekonomin sedan 2004 vänt och tillväxten låg 2006 för tredje året i rad på 5 procent (en ökning med 3,3 procent per capita) och arbetslösheten hade då sjunkit till cirka 7,5 procent. Samtidigt har arbetskraftsdeltagandet stigit och allt fler människor söker nu ett arbete. Av betydelse för den höga tillväxten, sjunkande arbetslösheten och det ökande arbetskraftsdeltagandet är de omfattande strukturförändringar som genomförts med kraftiga nedskärningar i bidragssystem och omfattande privatiseringar. Ändå står en stor grupp "ultraortodoxa" utanför den "sekulära" arbetsmarknaden och en del av den arabiskspråkiga befolkningen. Samtidigt har säkerhetsläget förbättrats avsevärt i landet sedan 2003 och intifadan når inte längre in i egentliga Israel.[källa behövs]
År 2007 var Israel världsledande vad gällde vattenförnyelse och geotermisk energi. Tre år senare, 2010, togs landet upp som fullvärdig medlem i OECD. Beslutet togs enhälligt.
Israel beskrevs 2018 som en marknadsekonomi med statligt inflytande. 
År 2023 hade Israel den 29:e högsta BNP:n i världen och den 13:e högsta BNP:n per capita.

### Näringsliv
Israel grundade under lång tid sin ekonomi på jordbruksprodukter, inte minst citrusfrukter; idag har dock jordbruksprodukterna allt mindre betydelse, 2,8 procent av BNP 2008.[källa behövs] Idag[när?] är Israel ett högteknologiskt industriland, med stor vapen- och flygindustri. På senare tid har även elektronikindustrin vuxit i landet, uppemot 6 procent jämfört med tidigare år. Elektronikkretsar har blivit en miljardindustri. Både Motorola och Intel har stora utvecklingscentra i landet (Intel i Haifa har utvecklat de senaste Pentium-processorerna, bland annat Dothan och Golan). Israeliska mjuk- och hårdvaruföretag har även etablerat sig internationellt, till stor del utifrån innovationer.[källa behövs]

#### Energi och råvaror
Landet är relativt fattigt på olja och andra bränslen vilket har lett till att man utvecklar förnyelsebar energi. Man har utvecklat och satsar mycket på alternativa energikällor som solenergi och vindenergi. Landet är ledande inom solenergi och har världens största antal användare av solvattenvärmare per capita. Man har utvecklat effektiva metoder för att samla koncentrerat solljus som energi till industrier och hushåll.

#### Tjänster och turism
Inom utvecklingen av mjukvaror, kommunikation och så kallad life sciences har Silicon Wadi med rätta jämförts med Silicon Valley. Intel och Microsoft öppnade sina första utvecklingscentra utanför USA i Israel, och andra multinationella IT- och hightech-företag som IBM, Cisco Systems, och Motorola, har också öppnat utvecklingscentra i landet. Israel har det största antalet företag listade på Nasdaq bortsett från USA.

### Handel
Israel är en etablerad diamanthandelsnation och hörde 2009 till världens största exportörer av slipade diamanter. På grund av den politiska situationen har Israel inte kunnat handla med arabvärlden i någon större utsträckning. Efter fredsavtal med Egypten och Jordanien har handeln med dessa länder kommit igång, men detta har lett till kritik av islamister.[källa behövs] Sverige exporterar årligen[när?] till Israel till ett värde av 2,54 miljarder SEK, vilket motsvarade 0,25 procent av Sveriges samlade export. Sverige import från Israel är 0,1 procent av den samlade importen. Enligt statistik från Exportrådet ökade dock svensk export till Israel med 39 procent mellan 2007 och 2008.
Landets största handelspartners är Europeiska Unionen (EU) och USA. År 2012 stod USA för 27,8 procent (13 696 miljoner euro) av Israels export som gör dem till den största exportpartnern. EU stod 2012 för 27,2 procent av Israels export, alltså 13 392 miljoner euro. Största exportvarorna var högteknologiska utrustningar, läkemedel och slipade diamanter, maskineri och transport utrustningar. Samma år, 2012, stod EU på första plats som importpartner, med en andel på 34,4 procent, motsvarande 56 912 miljoner euro. På andra plats kom USA som stod för 12,9 procent (7 315 miljoner euro) av Israels totala import. Vanliga importvaror var bränsle, maskineri, transportutrustning och maskineri. Kina har också blivit en viktig handelspartner som 2012 stod för 7,3 procent av importen.[källa behövs]

### Infrastruktur

#### Utbildning och forskning
Utbildningsväsendet i Israel är till cirka 80 procent statligt finansierat, skall motverka skillnader för olika grupper i samhället samtidigt som det medger valfrihet.
Skolplikt gäller för barn 5–18 år, från förskola till gymnasium och fri utbildning till 18 år. Grundskolans klass 1-6 påbörjas ungefär i 6-årsåldern. Högstadiet är klass 7-9 och gymnasiet klass 10-12. Det israeliska skolsystemet är uppdelat efter etnicitet, religiös tillhörighet och inom den judiska gruppen efter religiös observans. I den för alla obligatoriska undervisningen finns bland annat hebreiska, arabiska, judisk-arabiska relationer och historia. Religionsundervisningen har som mål att lära ut etik och moral, religiös orientering och tolerans mot andra grupper. Respektive grupp har frihet att fördjupa sig i sin egen religion och historia.[källa behövs]
Inom det statliga skolsystemet finns för judar ett sekulärt skolsystem, ett statligt religiöst och ett oberoende ultraortodoxt (haredi).[källa behövs] För den arabiska befolkningen är skolsystemet uppdelat för druser, kristna och muslimer. Efter kritik om att den arabiska befolkningens standard är eftersatt har utbildningsministeriet beslutat om särskilda anslag, exempelvis 1999 och 2007 med femårsplan för att nivån ska vara likvärdig överallt. Utöver dessa finns en mängd privata skolor som har statlig erkännande. 
Det finns nio universitet varav Technion är äldst (gr. 1912). Det finns även över 50 högskolor som får examinera upp till master- eller kandidatnivå.
Israel har bland världens högsta andelar av avlagda doktorsexamina per capita i världen, cirka 1,3 procent, likt Tyskland och USA. Det är också det läkartätaste landet i världen. Israel satsar på akademisk forskning vilket har resulterat i publikationer, internationellt lanserade innovationer och nobelpris. Över 20 procent av alla nobelpristagare har judisk bakgrund; en del av dessa verkar i Israel.[källa behövs]
Vetenskap- och teknologisektorn är en av världens främsta. Höga andelar av landet befolkning är engagerade i vetenskapliga och teknologiska frågor och mycket av statsbudgeten spenderas på forskning och utveckling. Israel rankas på fjärde plats på vetenskaplig aktivitet mätt i vetenskapliga publikationer per miljoner invånare. Man har också högsta andel vetenskapsmän, tekniker och ingenjörer per capita i hela världen. Landet rankas högt på listor med innovation och konkurrenskraft.

## Befolkning

### Demografi
Den judiska befolkningens födelsetal har varit stabila, mellan 2,5 och 3,0 per kvinna från 1980 till 2006. Judarna delas etniskt i ashkenazer och sefarder, och religiöst i sekulära (hiloni), traditionella (masorti), religiösa (dati) och ultraortodoxa (haredi).
Den arabisktalande befolkningen har historiskt haft höga födelsetal, särskilt bland muslimer, som främst är sunniter men också shiamuslimer. Deras födelsetal har minskat sedan 2000 och låg 2006 på en tillväxttakt på 2,7 %. Kristna, ofta med rötter i bysantinsk tid, har alltid haft lägre födelsetal än muslimer men liknande demografiska mönster. Druser, som är en gren av ismailitisk shia, hade tidigare höga födelsetal men sjönk under judiska nivåer 2004. År 2006 var andelen muslimer bland araber 82 %, medan kristna och druser utgjorde 9 % vardera.

#### Större städer
Israels statistiska centralbyrå definierar tre storstadsområden, Tel Aviv (3 040 400 invånare), Haifa (996 000 invånare) och Be'er Sheva (531 600 invånare).

#### Minoriteter
I maj 2007 hade Israel cirka 7,2 miljoner invånare, varav 76,5 % var judar, 4 % invandrare med judiskt påbrå (främst från f.d. Sovjetunionen) och 19,5 % muslimer och kristna. Etnicitet och religion överensstämmer ofta, där kristna och muslimer vanligtvis är icke-judar.
Befolkningstillväxten har varierat beroende på invandring. Sedan 1980-talet har den årliga ökningen varit i snitt 2,2 %. År 2005 var tillväxten 1,6 %, lägre än under 1990-talet då många judar invandrade från f.d. Sovjetunionen och cirka 130 000 palestinier kom till Israel. Idag har invandringen från Sovjetunionen minskat kraftigt, och palestinsk invandring är i princip stoppad på grund av strikta lagar.[källa behövs] Den icke-judiska befolkningen har ofta rötter i närliggande stater och förenas av familj, religion och språk.[källa behövs] Relationer över folkgruppsgränser förekommer, men misstro är vanligt. Misstron har sin konkreta grund i terrorattacker, vedergällningar som drabbat oskyldiga, men också propaganda och manipulation.[källa behövs]
Israels judiska majoritet delas huvudsakligen in i två grupper: ashkenasiska judar från Europa och sefardiska judar med rötter i Asien och Afrika. Ashkenasiska judar dominerade den sionistiska rörelsen som grundade Israel och har fortsatt att utgöra en politisk och kulturell elit. De "ultraortodoxa" harediska judarna bildar ofta egna samhällen och tar inte del i staten Israels samhälle, vilket betraktades som gudlöst. Därför finns en ökande fattigdom bland denna grupp.[källa behövs]
De israeliska araberna är sällan etniska araber från Arabien, utan främst ättlingar till arameisktalande och andra folk från Levanten. Genom den islamiska expansionen omkring år 640 tog de till sig arabiskan, som blev administrativt och religiöst språk. Islamisering skedde delvis genom privilegier för dem som antog härskarnas religion och språk. Den arabisktalande befolkningen består av bofasta i sina ursprungliga byar eller nomader samt de som 1948 flydde eller fördrevs och blev kvar i Israel utan rätt att återvända. Deras fastigheter och jord har konfiskerats av staten.[källa behövs] Den arabiska befolkningen 2012 enligt etnisk gruppering är cirka 20,6 procent av Israels befolkning eller cirka 1 638 500 personer. Cirka 9 procent är druser, 9 procent kristna, 12 procent beduiner och 70 procent övriga muslimska araber av olika härstamning, och grupperna är sinsemellan disparata. Beduinerna är till stor del nomader i Negevöknen. 46 procent av den arabiska befolkningen bor i den nordliga regionen, ofta i arabiska byar. 98 procent av omdiskuterade östra Jerusalems arabiska befolkning har israeliskt medborgarskap eller uppehållstillstånd. 33 procent av hela Jerusalems befolkning betecknas som arabisk.[källa behövs]

### Språk
Huvudspråket är modern hebreiska (ivrit), baserat på bibelhebreiskan och utvecklat av Eliezer Ben-Yehuda. Hebreiska och arabiska är officiella språk, och många talar båda, trots att vissa ser det andra språket som "fiendens språk." Engelska är också vanligt och krävs för högre studier. Omkring 16 procent har arabiska som förstaspråk.[källa behövs]
Nästan en tredjedel av Israels judar förstår också arabiska. Likaså behärskar de flesta israeliska araber hebreiska. Engelska förstås av många och ryska har vid utbredning.

### Sociala förhållanden
Israels tidiga år kännetecknades av konsolidering av det vunna territoriet och strikt planering. Nya städer anlades för att befolka landet. Nya byar, kibbutzer, vägar, vattenreservoarer och inte minst skogar anlades. Detta samtidigt som hundratusentals judiska flyktingar från arabländerna och överlevande från Förintelsen i Europa anlände till landet.
Assimileringen av dessa påbörjade utvecklingen av en israelisk identitet förknippad med symbolladdad judisk historia, hebreiskt vardagsspråk och sammansvetsning av judiska interetniciteter, allt i enlighet med det sionistiska projektet om den ”nye juden”. Projektet var inte bara ideologiskt utan sågs som en nödvändighet för att skapa en stabil stat med en fungerande produktionsapparat. Att modernisera och homogenisera den judiska befolkningen kan alltså även betraktas som ett försök att snabbt skapa en modern arbetsmarknad. Eftersom vissa grupper anlände med mindre kulturellt och ekonomiskt kapital och därför fick sämre positioner på arbetsmarknaden underkommunicerades etniciteter för de inte skulle förknippas med en specifik klass. Ett led i detta blev den statistiska kategoriseringen av befolkningen där grupper skapades statistiskt och diskursivt efter statens vilja att kunna forma medborgarnas sociala uppfattning och verklighet. Idag identifierar sig en tredjedel av landets befolkning med den etnokulturella kategorin Mizrachim som den israeliska staten skapade vid landets tillkomst för att kunna ”bearbeta” icke-europeiska judar (mizracher kallas ofta felaktigt för sefarder, vilket betecknar judiska grupper äldre än staten Israel.).
Enligt israelisk lag och deklarationer ska diskriminering på grund av ras, religion eller kön inte få förekomma, avseende rättigheter. Däremot är araberna, utom druserna, befriade från militärtjänst. Vanliga judar uttrycker ofta strävan att leva i fred i ett modernt demokratiskt samhälle men den yttre konflikten återspeglas ibland även internt, och arabiska medborgare uttrycker ibland att de känner sig begränsade och i praktiken med mindre rättigheter än judarna, och känner sig misstänkliggjorda på grund av terroristers gärningar. Debattören Susan Nathan uppgav 2005 att den arabiska minoriteten i Israel på en mängd områden är allvarligt diskriminerad. Den har sämre skolor och sämre möjligheter till anställningar. I de palestinska städerna och byarna trängs människorna ihop på små ytor. De har inte rätt att expandera. Många byar och städer betraktas av myndigheterna som illegala och saknar därför el, vatten och avlopp.
Israels regering gör samtidigt olika åtgärder för jämlikhet och utjämning inom landet, att minska skillnader i standard mellan judar och araber, exempelvis i skolväsendet.

### Hälsa
Beträffande hälsan är graden av fetma dubbelt så stor (41 procent), bland arabiskorna än bland judinnorna 22 procent. Bland männen är rökning ett större problem, 52 procent mot judarnas 28 procent, och medellivslängden 76,8 år jämfört med 80,4 under 2012. Däremot är skillnaderna i sysselsättningsgrad och hälsa försumbara för araber med akademisk examen.[källa behövs]

## Kultur

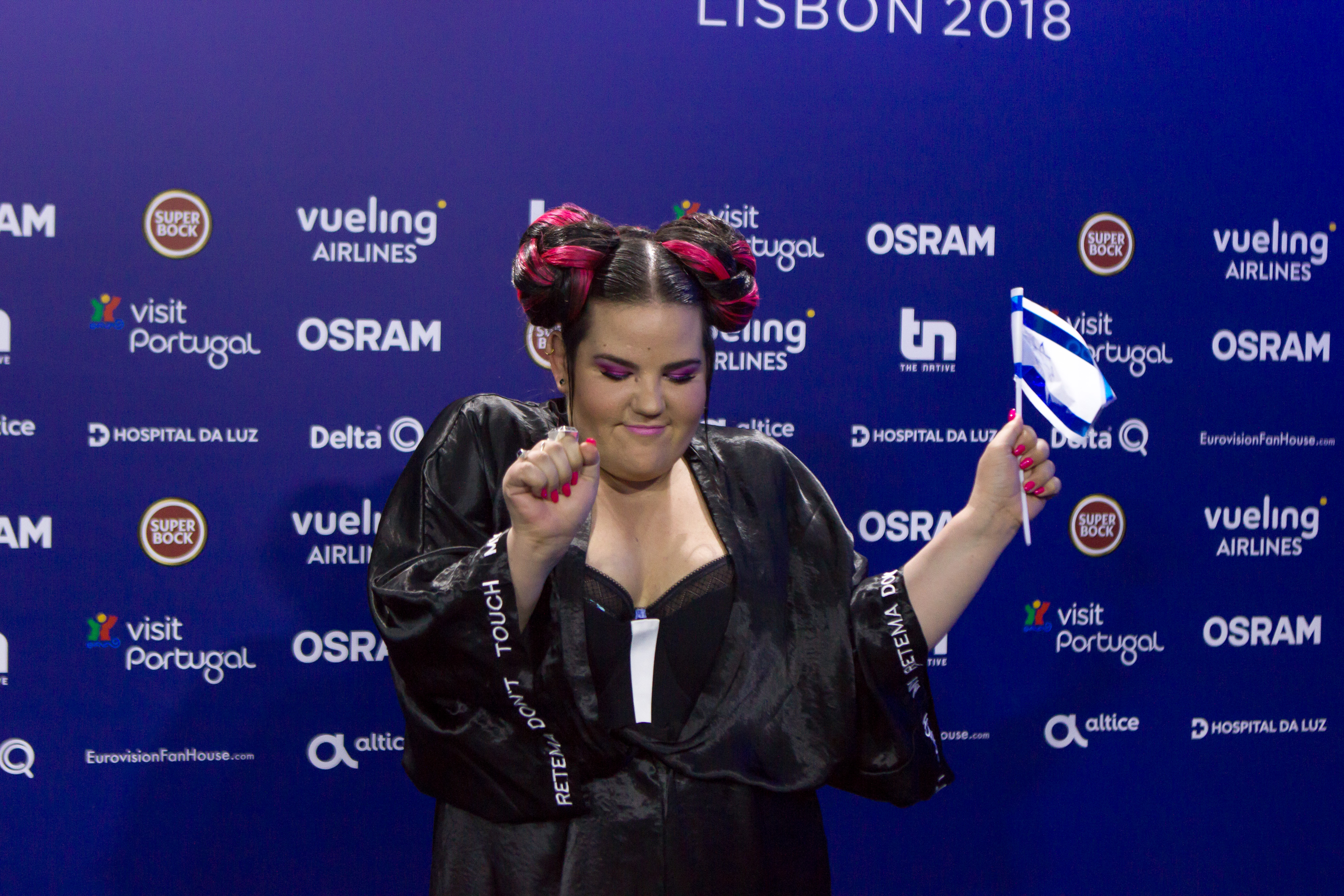
Netta Barzilai vann Eurovision Song Contest 2018.

Israels kultur har sin grund i kulturell mångfald, delat språk (hebreiska) och delade religiösa och judiska traditioner. Israels kultur är tätt förknippad med judisk kultur och har sina historiska rötter i den judiska diasporan och den sionistiska rörelsen. Den har även påverkats av den arabiska delen av den israeliska befolkningen, liksom andra minoritetsbefolkningar såsom druser, armenier med flera. Det vardagliga bruket av det hebreiska språket liksom dess status som landets officiella språk har varit en viktig del i framväxten av en israelisk kultur. Det kulturella utbytet mellan de judiska och de arabiska delarna av befolkningen har varit begränsade.
Området har sedan urminnes tid varit en viktig kulturell smältdegel. Här möttes och möts impulser från väst och öst, från Medelhavsvärlden och från Orienten. Den gamla judiska och ofta jiddischspråkiga kulturen från Östeuropa har bara delvis kunnat överleva i Israel, som präglas av en mer amerikanskt sinnad nybyggaranda. Men fortfarande är tongivande israeler inte sällan födda i Polen och Ryssland.

### Konstarter

#### Musik
Från och med den judiska emancipationen i Västeuropa på 1800-talet har judar en viktig roll i den västerländska musiken som musikartister, dirigenter och kompositörer. Detta har delvis levt vidare i Israel, som har framstående orkestrar och ensembler samt en mängd världsstjärnor, särskilt solister. Den folkliga musikkulturen från Östeuropa, till exempel klezmer, har bevarats eller till och med återskapats.
Den judiska folkmusiken har utvecklats särskilt inom den religiösa kontexten och har ofta innehållit texter från Tanach och kunnat återspegla sionistisk längtan. Element ur den judiska musiktraditionen har kommit till uttryck genom att många judiska kompositörers verk fått framgång. Den israeliska nationalsången Hatikvah har en likhet med ett tema i Bedrich Smetanas "Moldau" och 1500-talets "La mantovana". Den delar många gemensamma drag med övrig judisk folkmusik, där olika mollskalor är vanliga, speciellt den harmoniska mollskalan.
Judiska melodier har använts i den moderna kyrkomusiken, speciellt inom karismatisk kristendom, och ett antal kristna artister har gett ut inspelningar av judiska eller judiskinspirerade sånger.
Israels vinst i Eurovisionsschlagerfestivalerna 1978, 1979, 1998 och 2018 medverkade till att ge nytt fokus på judisk musik.

## Internationella rankningar
Notera att det högsta värdet alltid är det bästa värdet i samtliga undersökningar i tabellen nedan, med undantag för Freedom Houses pressfrihetsindex; samt att inga av undersökningarna inkluderar de ockuperade områdena.
| Organisation                                | Undersökning                         | Rankning                                            |
| ------------------------------------------- | ------------------------------------ | --------------------------------------------------- |
| Världshälsoorganisationen                   | Medellivslängd 2016                  | 82,5 år (plats 8 av 183 i världen)                  |
| The Economist                               | Yttrande- och pressfrihetsindex 2017 | 9 av 10 poäng (delad 11:e-plats av 167 i världen)   |
| The Economist                               | Demokratiindex 2016                  | 7,85 av 10 poäng (plats 29 av 167 i världen)        |
| Freedom House                               | Frihetsindex 2017                    | 80 av 100 poäng                                     |
| Förenta Nationerna                          | Glädjeindex 2018                     | 7,190 poäng (11 av 156 i världen)                   |
| Världsbanken                                | BNP per capita 2017                  | 40 270 dollar (plats 21 av 184 i världen)           |
| Världsbanken                                | BNP 2017                             | 350 851 miljoner dollar (plats 31 av 188 i världen) |
| Transparency International                  | Anti-korruptionsindex 2018           | Plats 34 av 180 i världen                           |
| FN:s utvecklingsprogram                     | Human Development Index 2018         | Plats 22 av 189 i världen                           |
| Heritage Foundation/The Wall Street Journal | Ekonomifrihetsindex 2019             | Plats 27 av 180 i världen                           |
| Freedom House                               | Pressfrihetsindex 2017               | 33 av 100 poäng (100 är “minst fri”)                |
| Reportrar utan gränser                      | Pressfrihetsindex 2019               | Plats 88 av 180 i världen                           |